# 18. Volksgrenadier-Division
Die 18. Volksgrenadier-Division war eine deutsche Volksgrenadier-Division, also ein Großverband der Infanterie, im Zweiten Weltkrieg.

## Divisionsgeschichte

### Aufstellung
Die Division wurde am 2. September 1944 als Volksgrenadier-Division der 32. Welle in Dänemark  auf dem Truppenübungsplatz Oksbüll bei Esbjerg vom Wehrkreis X durch Umbenennung der gerade erst gebildeten 571. Volksgrenadier-Division aufgestellt. Die Division wurde als Nachfolgeverband der  im Kessel von Mons (Belgien) aufgeriebene 18. Feld-Division (L) gebildet.
Hierzu wurden folgende Truppenteile gebildet:
- Grenadier-Regiment 293 (aus Grenadier-Regiment 1171)
- Grenadier-Regiment 294 (aus Grenadier-Regiment 1172)
- Grenadier-Regiment 295 (aus Grenadier-Regiment 1173)
- Artillerie-Regiment 1818 (aus Artillerie-Regiment 1571)
- Divisionstruppen Nr. 1818

Die Aufstellung durch den Befehlshaber des Ersatzheeres dauerte von September bis Oktober 1944. Während dieser Zeit verblieb die Division in Dänemark.
Der Panzerjäger-Abteilung der Division wurden im Oktober 1944 für eine Neuausrüstung vierzehn Jagdpanzer 38 zugeteilt.

### Verlegung an die Westfront
Im November wurde die Division dem LXVI. (66.) Armee-Korps der 7. Armee bei der Heeresgruppe B zugeführt. An der Westfront wurde die Einheit in einen Bereitstellungsraum für die kommende Offensive durch die Ardennen gebracht. 

### Ardennenoffensive
Beim Beginn der Ardennenoffensive gehörte die Division weiterhin zum LXVI. (66.) Armee-Korps. Der überraschende Angriff auf die Stellungen der 106th Infantry Division der US-Army führte zur praktischen Vernichtung dieses Verbands. Doch danach erlitt die Division westlich von Sankt Vith schwere Verluste. Im Januar 1945 wechselte die Unterstellung des eigenen Korps zur 6. Panzerarmee, wobei die Division aber weiter in den Ardennen im Einsatz war.

### Rückzug in die Eifel
Nachdem die Offensive endgültig gescheitert war, wurde das Korps im Februar 1945 der 5. Panzer-Armee unterstellt und besetzte Abwehrstellungen in der Eifel.

### Abgabe der Kampfverbände
Die Kampfeinheiten der Division gingen im März 1945 zur 26. Volksgrenadier-Division, wobei der Stab dem Kampfkommandanten von Bonn unterstellt wurde. 

### Reserve des Oberbefehlshabers West
Im April 1945 kam sie nach Kassel und war beim Oberbefehlshaber West zur Umgliederung vorgesehen, welche aufgrund des Kriegsendes nicht abgeschlossen werden konnte. 

### Kapitulation
Im Raum Kassel ergaben sich die Reste der Division den Alliierten.

## Kommandeure
- Oberst Günther Hoffmann-Schoenborn: vom 15. September 1944 bis 1. Dezember 1944 mit der Führung beauftragt
- Generalmajor Günther Hoffmann-Schoenborn: vom 1. Dezember 1944 bis 5. Februar 1945
- Generalleutnant Walter Botsch: vom 5. Februar 1945 bis 6. März 1945
- unbekannt